# Enamina

Estrutura geral de uma enamina

Uma enamina, em química orgânica, é um composto com estrutura geral R2C=CR-NR2.

## Obtenção
Uma enamina é o produto que se forma da condensação de um aldeído ou cetona enolizáveis com uma amina secundária, a diferença do amoníaco ou as aminas primárias onde o produto é uma imina. Iste é assim devido a que uma vez se produz a adição da amina secundária, a perda de água tem lugar por abstração do próton do carbono em α ao carbonilo.
R2CH-CHO + R'2NH {\displaystyle \leftrightharpoons } R2C=CH-NR'2 + H2O
O equilíbrio se transforma em enamina eliminando o H2O do meio mediante destilação azeotrópica ou agentes desidratantes.

## Reatividade
As enaminas podem atuar como nucleófilos, de forma similar a um enolato, por exemplo em reações de alquilação, em reações de tipo aldólica ou em adições nucleófilas conjugadas. Nestes casos de aplicação em síntese se podem usar aminas secundárias cíclicas, como por exemplo a pirrolidina, para formar a enamina a partir do aldeído ou cetona.
A enamina, nas iminas, também é a forma tautomérica minoritária no equilíbrio tautomérico que se estabelece imina-enamina, análogo ao ceto-enólico.
R2CH-CR=NR {\displaystyle \leftrightharpoons } R2C=CR-NHR